# Marie-Louise Lanson
Marie-Louise Lanson, née le 21 juin 1891 à Cormontreuil et morte à Reims le 6 juillet 1952, est une entrepreneure française. Elle est, de 1939 à 1945, la directrice de la maison de champagne Laurent-Perrier.

## Biographie
Marie-Louise Lanson naît à Cormontreuil le 21 juin 1891. Son père Henri Lanson, négociant en vins de champagne (Champagne Lanson), est descendant d'une riche famille champenoise. Sa mère se nomme Lucie d'Anglemont de Tassigny.
Le 25 janvier 1918, à Paris, elle épouse Charles de Nonancourt, chef de bataillon du 102e régiment d'infanterie, âgé de 38 ans. La célébration a lieu à l'église Saint-Philippe-du-Roule.
Le 14 octobre 1918, alors que son époux est sur le front, Marie-Louise donne naissance à son premier enfant, Maurice.
Le 15 janvier 1920, à Versailles, alors que Charles est stationné dans le Caucase, naît Bernard de Nonancourt, son second fils.
Leur fille Geneviève naît le 21 février 1922, à Monchenot. Charles, le quatrième et dernier enfant de leur union naît le 18 février 1923. Il ne connaîtra jamais son père, décédé d'une furonculose maligne le 12 juillet 1922.
Marie-Louise Lanson décède d'un cancer, à Reims, durant l'été 1952.

### À la tête deLaurent-Perrier
Déjà propriétaire du vignoble Delamotte (Champagne Delamotte), légué par son père en 1930, c'est sur conseil d'Henri Gondry, qu'en février 1939, Marie-Louise Lanson rachète la société Laurent-Perrier. Le mois d'avril de la même année elle fait faire d'importants travaux de rénovation.
Dès mai 1939, elle rachète de nombreux terrains et bâtiments à Tours-sur-Marne.
Peu avant la Seconde Guerre mondiale, elle fait l'acquisition de 400 pièces de vin. Au début de l'été 1940, peu avant que la Wehrmacht n'entre en Champagne, Marie-Louise décide de faire murer le caveau où elles sont entreposées. Une statue de la vierge Marie est déposée juste devant pour rendre la dissimulation plus crédible.
Durant l'exode, elle se réfugie avec sa famille à Saint-Benoît-du-Sault, dans l'Indre. À leur retour, ils constatent que les Allemands n'ont pas découvert le caveau muré.
Dès 1941, elle finance des travaux de reconstruction des dommages de guerre.
À partir de 1945, l'établissement D.W.L.France, qu'elle a fondé 5 ans plus tôt, distribue des bouteilles de vins Laurent-Perrier. C'est au cours de cette même année que Marie-Louise se retire des affaires.